# من طربم
 من طربم نام یک آلبوم موسیقی اثر  مجید درخشانی، هنرمند ایرانی است که در سبک  سنتی تهیه شده و دارای ۱۳ آهنگ است. 

## فهرست آهنگ‌ها
| ردیف | آهنگ                         |
| ۱    | (تصنیف عشق تو (ماهور         |
| ۲    | (سه تار (بیات اصفهان         |
| ۳    | (تصنیف بوی عشق (بیات اصفهان  |
| ۴    | (تصنیف بوی عشق (بیات اصفهان  |
| ۵    | (تصنیف سفر بخیر (بیات اصفهان |
| ۶    | (تصنیف من طربم (شور          |
| ۷    | (آواز برای گروه نی (دشتی     |
| ۸    | (تصنیف مارا بس (بیات ترک     |
| ۹    | (تصنیف مارا بس (بیات ترک     |
| ۱۰   | (تصنیف صورتگر (ماهور         |
| ۱۱   | (چهار مضراب (نوا             |
| ۱۲   | (سنتور (نوا                  |
| ۱۳   | (تصنیف بی من مرو (نوا        |